# Logopeda
Logopeda – zawód z pogranicza pedagogiki, psychologii i medycyny, zajmujący się badaniami w zakresie diagnozy stanu rozwoju mowy i terapii zaburzeń komunikacji człowieka na różnych etapach rozwoju.